# Thyrsanthemum goldianum
Thyrsanthemum goldianum là một loài thực vật có hoa trong họ Commelinaceae. Loài này được D.R.Hunt miêu tả khoa học đầu tiên năm 1976.